# Jakow Czadajew
Jakow Jermołajewicz Czadajew (ros. Яков Ермолаевич Чадаев, ur. 10 grudnia 1904 w Omutninsku, zm. 30 grudnia 1985 w Moskwie) – radziecki polityk, doktor nauk ekonomicznych.
Od maja 1919 do maja 1920 sekretarz okręgowego komitetu Komsomołu, od maja 1920 do marca 1923 ochotnik w oddziale do walki z dezercją, od marca 1923 do grudnia 1930 instruktor, kierownik wydziału organizacyjnego i członek zarządu obwodowej rady spółdzielni spożywców. Od 1929 członek WKP(b), od grudnia 1930 do listopada 1932 członek prezydium i zastępca przewodniczącego obwodowej komisji planowania, od stycznia 1933 starszy ekonomista Państwowej Komisji Planowania (Gospłanu) przy Radzie Komisarzy Ludowych ZSRR, 1937 ukończył Wszechzwiązkową Akademię Planowania im. Mołotowa, od sierpnia 1937 zastępca przewodniczącego, a od 22 maja 1938 do maja 1939 przewodniczący Państwowej Komisji Planowania przy Radzie Komisarzy Ludowych ZSRR. Od 17 września 1939 do maja 1939 zastępca przewodniczącego Rady Komisarzy Ludowych Rosyjskiej FSRR, od maja 1939 do września 1940 zastępca przewodniczącego Komisji Kontroli Radzieckiej przy Radzie Komisarzy Ludowych ZSRR, od 14 listopada 1940 do 13 marca 1949 zarządzający sprawami Rady Komisarzy Ludowych/Rady Ministrów ZSRR.
Od sierpnia 1949 do sierpnia 1950 zastępca przewodniczącego Państwowej Komisji Planowania przy Radzie Ministrów RFSRR, od 13 sierpnia 1950 do 4 maja 1957 przewodniczący Państwowej Komisji Planowania RFSRR, od 26 marca 1955 do 4 czerwca 1957 zastępca przewodniczącego Rady Ministrów RFSRR, od maja 1957 do czerwca 1958 I zastępca przewodniczącego Państwowej Komisji Planowania RFSRR (od 6 czerwca 1957 do 13 czerwca 1958 minister RFSRR). Od czerwca 1958 do maja 1962 zastępca przewodniczącego Państwowej Komisji Planowania RFSRR, od maja 1962 do maja 1975 zastępca przewodniczącego Państwowej Komisji Planowania Rady Ministrów ZSRR, następnie na emeryturze.

## Odznaczenia
- Order Lenina (dwukrotnie)
- Order Rewolucji Październikowej
- Order Wojny Ojczyźnianej I klasy
- Order Czerwonego Sztandaru Pracy
- Order Przyjaźni Narodów